# Prêmio Extra de Televisão de ídolo teen
O Prêmio Extra de ídolo teen é um dos prêmios oferecidos durante a realização do Prêmio Extra de Televisão, destinado ao melhor ator/atriz juvenil da televisão brasileira.

## Premiados
| Ano  | Vencedor          | Telenovela       |
| ---- | ----------------- | ---------------- |
| 2012 | Isabelle Drummond | Cheias de Charme |
| 2013 | Caio Castro       | Amor à Vida      |